# Matt Ross
Matthew Brandon 'Matt' Ross (Greenwich (Connecticut), 3 januari 1970) is een Amerikaans acteur, filmproducent, filmregisseur en scenarioschrijver.

## Biografie
Ross studeerde af aan de Juilliard School en aan de New York-universiteit, beide in New York.
Ross begon in 1984 met acteren als stemacteur voor de Engelse versie van de Japanse film Urusei Yatsura 2, waarna hij nog meerdere rollen speelde in films en televisieseries. In 2006 werd hij samen met de cast genomineerd voor zijn rol in de film Good Night, and Good Luck.
Ross is getrouwd en heeft hieruit twee kinderen. 

## Filmografie

### Films
Uitgezonderd korte films.
- 2013 Ring of Fire - als Johnny Cash
- 2007 Turn the River - als David
- 2006 Last Holiday - als Adamian
- 2005 Good Night, and Good Luck - als Eddie Scott
- 2004 The Aviator - als Glenn Odekirk
- 2003 Down with Love - als J.B.
- 2001 Dust - als Stitch
- 2001 Just Visiting - als Hunter
- 2000 Company Man - als Danny
- 2000 American Psycho - als Luis Carruthers
- 1999 Pushing Tin - als Ron Hewitt
- 1998 The Last Days of Disco - als Dan
- 1998 Homegrown - als Ben Hickson
- 1997 Buffalo Soldiers - als kapitein Calhoun
- 1997 You Are Here - als jongen in supermarkt
- 1997 Face/Off - als Loomis
- 1997 A Deadly Vision - als de moordenaar
- 1997 Strays - als Brown Yuppie 2
- 1996 Ed's Next Move - als Eddie
- 1995 Twelve Monkeys - als Bee
- 1994 PCU - als Raji
- 1993 Little Corey Gorey - als Larry
- 1992 Inside Out IV - als Beaver
- 1989 Desperation Rising - als junkie
- 1984 Urusei Yatsura 2 - als Chibi (Engelse stem)

### Televisieseries
Uitgezonderd eenmalige gastrollen.
- 2014-2019 Silicon Valley - als Gavin Belson - 53 afl.
- 2011-2015 American Horror Story - als Charles Montgomery - 7 afl.
- 2013 Revolution - als Titus Andover - 4 afl.
- 2012-2013 Magic City - als Jack Klein - 14 afl.
- 2006-2011 Big Love - als Alby Grant - 49 afl .
- 2002 Rose Red - als Emery Waterman - 3 afl.

### Filmproducent
- 2022 Gaslit - televisieserie - 8 afl.
- 2001 Human Resources - korte film
- 1997 The Language of Love - korte film

### Filmregisseur
- 2022 Gaslit - televisieserie - 8 afl.
- 2018-2019 Silicon Valley - televisieserie - 2 afl.
- 2016 Captain Fantastic - film
- 2012 28 Hotel Rooms - film
- 2001 Human Resources - korte film
- 1997 The Language of Love - korte film

### Scenarioschrijver
- 2016 Captain Fantastic - film
- 2012 28 Hotel Rooms - film
- 2001 Human Resources - korte film
- 1997 The Language of Love - korte film

- Gemeinsame Normdatei: 1131716981
- International Standard Name Identifier: 0000 0000 5217 2091
- Library of Congress Control Number: no2001067019
- Nationale Bibliotheek van Israël: 987007350879505171
- Nederlandse Thesaurus van Auteursnamen: 408351128
- Système universitaire de documentation: 199744882
- Virtual International Authority File: 4582687
- WorldCat: E39PBJbtqT6rqHmfbHQbPWK8G3